# Koonzime
Le koonzime (ou djimu, dzimou, kooncimo, koozhime, koozime, nzime) est une langue bantoue du groupe de langues makaa-njem (en), parlée au Cameroun principalement dans la Région de l'Est, dans le département du Haut-Nyong, au nord et à l'est de la rivière Dja, à Lomié, Messok, Mindourou, Somalomo et dans le village d'Alouma ; également dans la Région du Sud, dans le département du Dja-et-Lobo.
Le nzime (koonzime) et le badwe’e (badjoue, bajue, bajwe’e, koozime) en sont des dialectes.

## Écriture

### Koonzime
| Majuscules | A | B | Ch | D | E | F | G | Gh | I | Ɨ | J | K | ʼ | L | M | N | Ŋ | O | Œ | Ø | Ɔ | P | R | S | T | U | Ʉ | V | W | Y | Z |
| Minuscules | a | b | ch | d | e | f | g | gh | i | ɨ | j | k | ʼ | l | m | n | ŋ | o | œ | ø | ɔ | p | r | s | t | u | ʉ | v | w | y | z |

Les tons sont indiqués à l’aide de diacritiques sur les voyelles des syllabes :
- le ton haut avec l’accent aigu : ‹ á é í ɨ́ ó œ́ ǿ ɔ́ ú ʉ́ › ;
- le ton tombant avec l’accent circonflexe : ‹ â ê î ɨ̂ ô œ̂ ø̂ ɔ̂ û ʉ̂ › ;
- le ton bas avec l’antiflexe : ‹ ǎ ě ǐ ɨ̌ ǒ œ̌ ø̌ ɔ̌ ǔ ʉ̌ › ;
- le ton bas est le ton le plus fréquent et est indiqué sans accent.

### Badweʼe
| Majuscules | A | B | C | D | E | Ɛ | F | G | H | I | Ɨ | J | K | ʼ | L | M | N | Ŋ | O | Œ | Ɔ | P | R | S | T | U | Ʉ | V | W | Y | Z |
| Minuscules | a | b | c | d | e | ɛ | f | g | h | i | ɨ | j | k | ʼ | l | m | n | ŋ | o | œ | ɔ | p | r | s | t | u | ʉ | v | w | y | z |